# Jambaló
Jambaló là một khu tự quản thuộc tỉnh Cauca, Colombia. Thủ phủ của khu tự quản Jambaló đóng tại Jambaló Khu tự quản Jambaló có diện tích 254 ki lô mét vuông. Đến thời điểm ngày 28 tháng 5 năm 2005, khu tự quản Jambaló có dân số 8839 người.